# 單麗魚
單麗魚，為條鰭魚綱䲁形目麗魚科麗魚屬的其中一種，分布於南美洲亞馬遜河流域，體長可達80公分，棲息在底中層水域，屬肉食性，生活習性不明，可作為食用魚及觀賞魚。

## 命名
本魚由美國瑞士裔生物學家兼地質學家路易·阿加西於1831年命名。
本魚學名的種本名拉丁語字根「mono-」意為「單一」，「oculus」意為「眼」，因本魚的尾鰭有一個眼狀斑而得名。

## 分布
本魚分布於南美洲的索里蒙伊斯河-亞馬遜河沿岸的主要河道及其下游支流，包括亞馬遜河以北的阿拉瓜里河和奧亞波克河下游，在亞馬遜低地盆地可能分佈更為廣泛。所在地國家包括巴西（阿克里州、亞馬遜州、馬托格羅索州、帕拉州、朗多尼亞州、阿馬帕州、羅賴馬州）、哥倫比亞、厄瓜多爾、法屬圭亞那、秘魯、委內瑞拉。
本魚也被遊釣客引入到東南亞馬來西亞半島成為歸化種。
本魚為熱帶淡水魚、大洋底棲性，棲息於內陸河流域，適應水質酸醎值約為pH 7.0，適應水溫為25℃-28℃。

## 形態
本魚為中型魚，最大體長全長可達80.0公分，成魚標準體長通常在20公分以上，有記錄體重最重為9.0公斤。體形為一般紡錘形。
本魚的鑑別特徵：本魚與凱氏麗魚（C. kelberi ）及多色麗魚（C. pleiozona）類似，皆具有體側三條黑色縱帶、大型個體具明顯枕部縱帶、頭部側面無黑斑或眼狀斑，以及腹部前方具不規則黑斑。本魚與多色麗魚的區別在於側線鱗數較少（68–87枚，相對於多色麗魚的84–93枚），且尾柄前部通常缺乏黑色縱帶；與 凱氏麗魚的區別則在於臀鰭、腹鰭及尾鰭下葉缺乏淺色斑點。

## 生態
本魚為大洋底棲性淡水魚，其標本採集自氾濫區域，但在亞馬遜河流域的群落更加多樣化。本魚喜歡在小魚聚集的沿岸覓食。幼魚以蝦為食，而成魚幾乎完全以魚為食。
本魚為卵生，雌雄異體，為築巢者及護幼者，雄魚在一歲性成熟，雌魚則在二歲。本魚沒固定的繁殖季節，但雄魚會在繁殖期發育出額峰並產生領地意識。本魚一年內會產卵三、四次，每次產卵50至100顆，進行2-3小時。

## 經濟利用
本魚為食用魚，為小規模經濟漁業魚種，也是遊釣魚，也是家居水族箱及大眾水族館的觀賞魚類。

## 風險管理
本魚對人類無害。

## 保護現狀
本魚缺乏種群數量記錄，也沒有任何保護措施，但也沒有任何威脅的相關信息。
本魚的分布區域，也未有受任何嚴重威脅，所以國際自然保護聯盟於2020年評估本魚為「無危物種」。

## 擴展閱讀
- 維基物種上的相關：單麗魚